# Бофор (Еро)
Бофор (фр. Beaufort) је насеље и општина у јужној Француској у региону Лангдок-Русијон, у департману Еро која припада префектури Безје.
По подацима из 2011. године у општини је живело 199 становника, а густина насељености је износила 32,68 становника/km². Општина се простире на површини од 6,09 km². Налази се на средњој надморској висини од 75 метара (максималној 220 m, а минималној 53 m).

## Демографија
| 1962. | 1968. | 1975. | 1982. | 1990. | 1999. | 2011. |
| ----- | ----- | ----- | ----- | ----- | ----- | ----- |
| 192   | 194   | 156   | 161   | 161   | 155   | 199   |

График промене броја становника у току последњих година